# Sádočné
Sádočné (maďarsky Szádecsne) je obec na Slovensku v okrese Považská Bystrica v regionu Horní Pováží. Žije zde 155 obyvatel. První písemná zmínka o obci pochází z roku 1339.